# John Carpenter
 Ovo je glavno značenje pojma John Carpenter. Za kvizomana pogledajte John Carpenter (natjecatelj).
John Howard Carpenter (Carthage, New York, 16. siječnja 1948.) američki filmski redatelj, scenarist, producent i skladatelj filmske glazbe.

## Ukratko
Carpenter je režirao filmove raznih žanrova (komedije, horrore, znanstveno fantastične), no mnogi ga drže za jednog od najboljih redatelja filmova strave i užasa. Franšize filmova (kako ih filmofili nazivaju, odnosno serijali) Petak 13. (snimljeno 11 filmova) i Halloween (8 filmova) krenule su poslije njegovog filma "Noć vještica" iz 1978. godine.

## Filmski rad
Njegov prvi dugometražni film kao redatelja, Tamna zvijezda iz 1974. godine bila je znanstveno-fantastična crna komedija koju je napisao zajedno s Danom O'Bannonom (koji je kasnije napisao scenarij za Alien, posuđujući slobodno mnogo toga od "Tamne zvijezde"). Prema izvještajima film je koštao samo 60.000 dolara i nije ga bilo lako dovršiti jer su i Carpenter i O'Bannon radili više stvari u filmu, Carpenter je komponirao glazbu uz pisanje, produkciju i režiju, dok je O'Bannon glumio u filmu i radio specijalne efekte.

## Nagrade i nominacije
John Carpenter je s filmom Vampiri Johna Carpentera (ili samo Vampiri) (eng. John Carpenter's Vampires) iz 1998. osvojio nagradu Saturn u kategoriji najbolja glazba. 

## Filmovi
- "Tamna zvijezda" (Dark Star - 1974.)
- "Napad na policijsku stanicu broj 13" (Assault on Precinct 13 - 1976.)
- "Noć vještica" (Halloween - 1978.)
- "Elvis" (TV - 1979.)
- "Magla" (The Fog - 1980.)
- "Bijeg iz New Yorka" (Escape from New York - 1981.)
- "Stvor" (The Thing - 1982.), prerada filma The Thing From Another World iz 1951. godine
- "Christine" (1983.)
- "Čovjek koji je pao sa zvijezde" (Starman - 1984.)
- "Velika gužva u kineskoj četvrti" (Big Trouble in Little China - 1986.)
- "Princ tame" (Prince of Darkness - 1987.)
- "Oni žive" (They Live - 1988.)
- "Memoari nevidljivog čovjeka" (Memoirs of an Invisible Man - 1992.)
- "U raljama ludila" (In The Mouth Of Madness - 1995.)
- "Selo prokletih" (Village of the Damned - 1995.)
- "Bijeg iz Los Angelesa" (Escape From L.A. - 1996.)
- "Vampiri" (Vampires - 1998.)
- "Duhovi Marsa" (Ghosts of Mars - 2001.)
- "Odjel straha" (The Ward - 2010.)

## Vanjske poveznice
- Službena stranica
- John Carpenter u internetskoj bazi filmova IMDb-u (engl.)